# Улица Медиков (Москва)
У́лица Ме́диков — улица в районе Царицыно Южного административного округа города Москвы. Расположена между Каспийской улицей и Кавказским бульваром. Нумерация идёт от Кавказского бульвара.

## История и происхождение названия

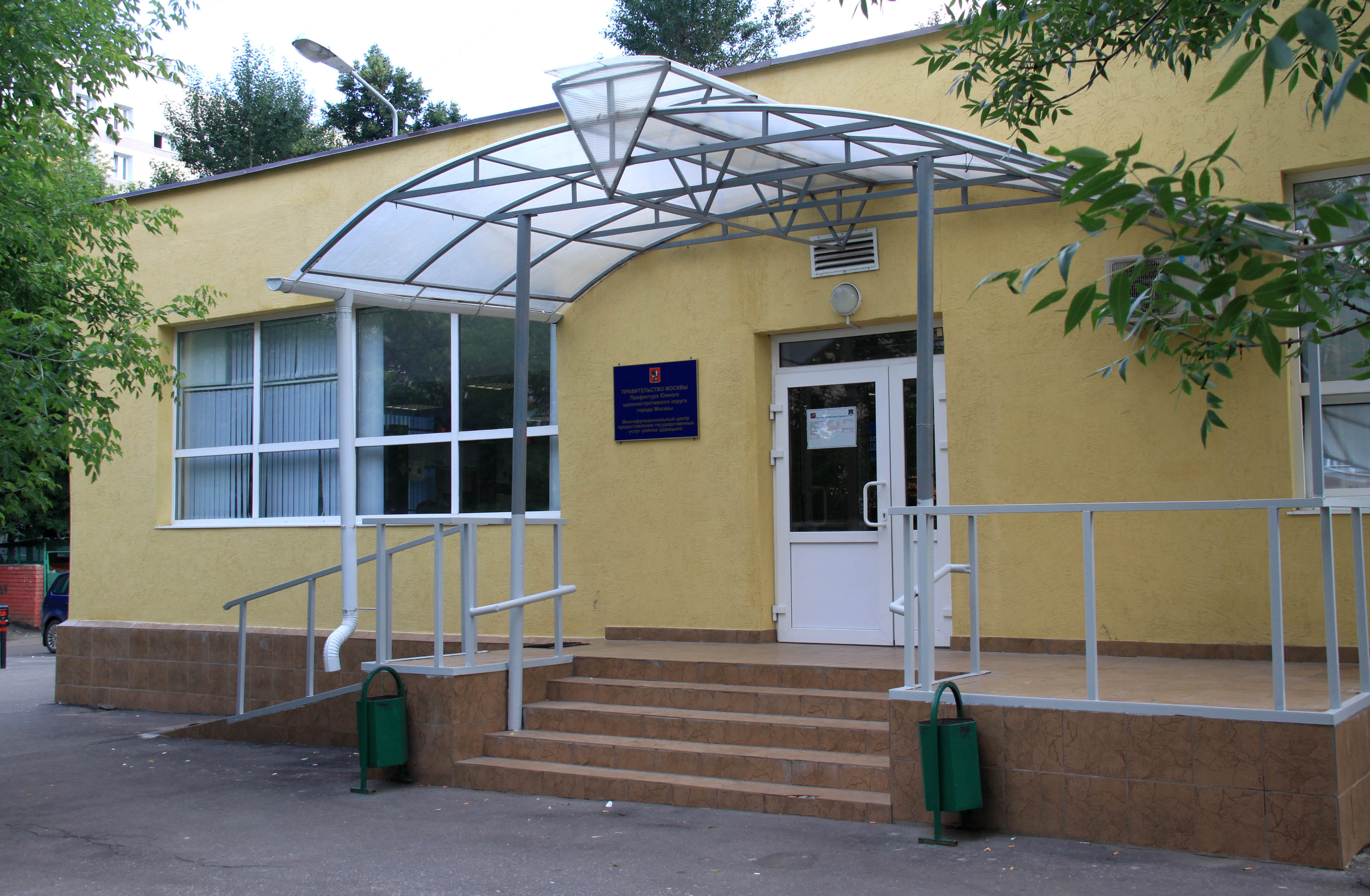
Многофункциональный центр района Царицыно на ул. Медиков, 1/1, к.3

Название дано в честь профессии медика.
Бывший Проектируемый пр. № 1668.

Название присвоено в 1965 году, так как планировалось построить на этой улице онкологический центр, который сейчас расположен у станции метро «Каширская».
А на улице Медиков в здании детской поликлиники открыли Онкологический диспансер № 4.

## Примечательные здания и сооружения
По нечётной стороне:
- № 1/1 корпус 3 — Многофункциональный центр района Царицыно.

Нечётная сторона заканчивается 15 домом.
По чётной стороне:
- № 20 — отделение Почты России №115304.

Чётная сторона заканчивается 28 домом.

## Транспорт
- Метро «Царицыно» и далее на автобусе № м89;
- Метро «Кантемировская» и далее на автобусе № м84, с850, с891;
- Станция «Москворечье» МЦД-2 и далее на автобусе № с827.